# Ono Azusa

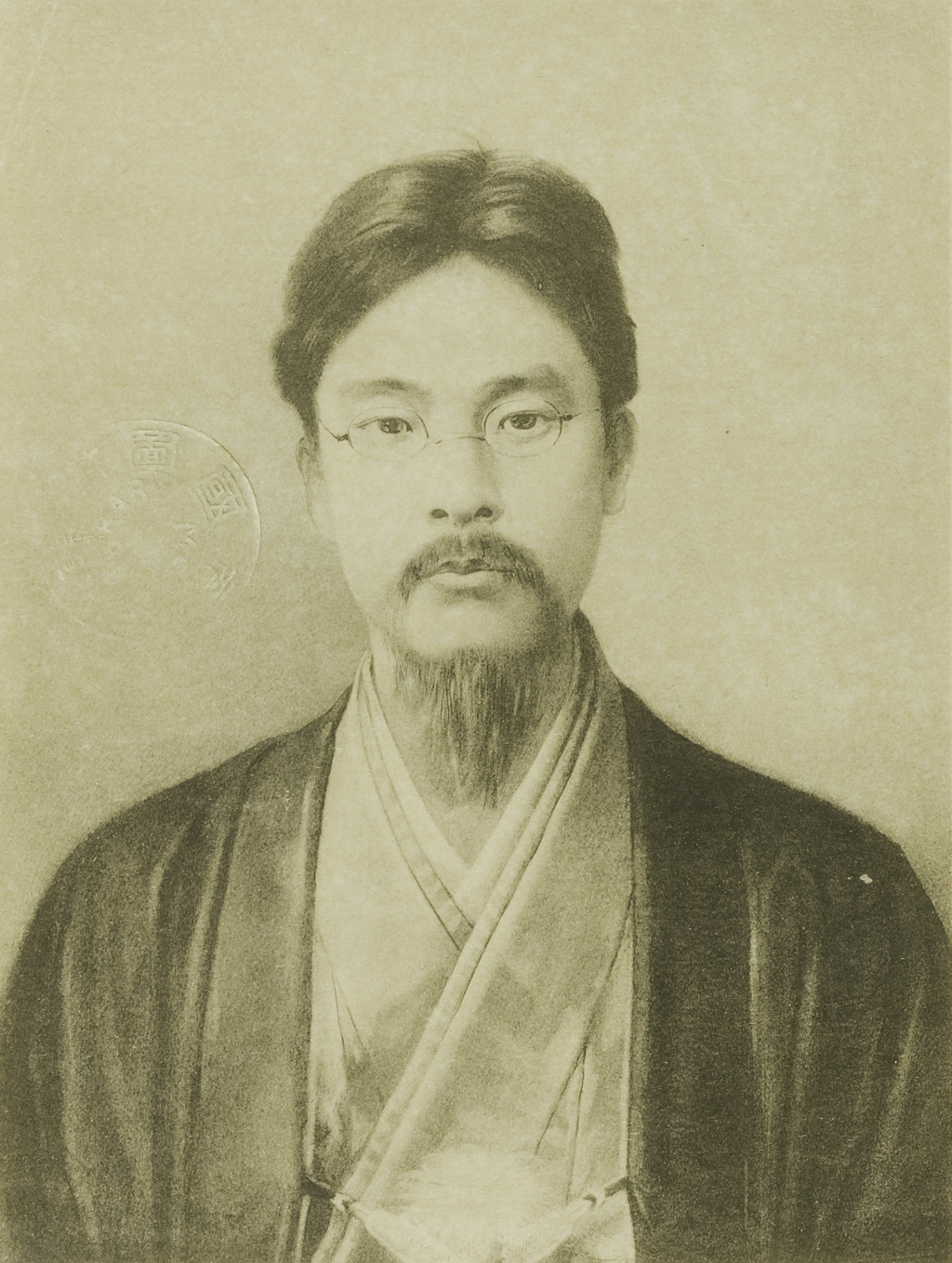
Ono Azusa

Ono Azusa (japanisch 小野 梓; geb. 10. März 1852 in der Provinz Tosa; gest. 1. November 1886) war ein japanischer Rechtsgelehrter und Politiker während der Meiji-Zeit.

## Leben und Werk
Ono Azusa, Sohn eines Samurai-Händlers in der Provinz Tosa, besuchte die Schule der Domäne Tosa und kämpfte mit den Tosa-Truppen für die Abschaffung des Shogunats. Er studierte die westlichen Wissenschaften und lernte Englisch, reiste 1871 in die USA, um dort Jura zu studieren, ging dann nach London, wo er das britische Bankwesen und das politische System studierte.
Nach seiner Rückkehr 1874 gründete er die Kyōzon Dōshū (共存同衆), die „Koexistenzgesellschaft“ hauptsächlich mit weiteren Japanern mit Auslandsaufenthalt. Ziel war es, liberale Ideen und die Notwendigkeit einer Verfassung zu verbreiten. Er nahm 1876 Arbeit im Justizministerium auf und arbeitete an dem Text des neuen bürgerlichen Rechts. Er war Sekretär der ersten Regierung nach 1868, dem Dajōkan, im Genrōin und im Finanzministerium. Ōkuma Shigenobu nahestehend trat er in der politischen Krise von 1881 mit ihm zurück. 
Zusammen mit Yano Ryūkei (1851–1931) übte Ono einen großen Einfluss auf Ōkumas politische Ideen aus. Er war mit Ōkuma an der Gründung der Partei Rikken Kaishintō beteiligt, in der er dann eine führende Rolle spielte und die Formulierung von Manifesten und Stellungnahmen beeinflusste. Er unterstützte Ōkuma auch bei der Gründung der Tōkyō Semmon Gakkō, der heutigen Waseda-Universität.
Ono erkrankte an Tuberkulose und starb mit nur 33 Jahren. Er hinterließ eine Reihe von Arbeiten und Übersetzungen zu Politik, Gesetzgebung und Wirtschaft, darunter Kokken Hanron (国権汎論), verfasst zwischen 1882 und 1885, und Mimpō no hone (民法のほね) aus dem Jahr 1883. – Die Waseda-Universität verleiht seit 1959 den „Ono-Azusa-Gedächtnispreis“ (小野梓記念賞, Ono Azusa kinenshō) an den begabten Nachwuchs verschiedener Fachbereiche.